# Mortuary Affairs

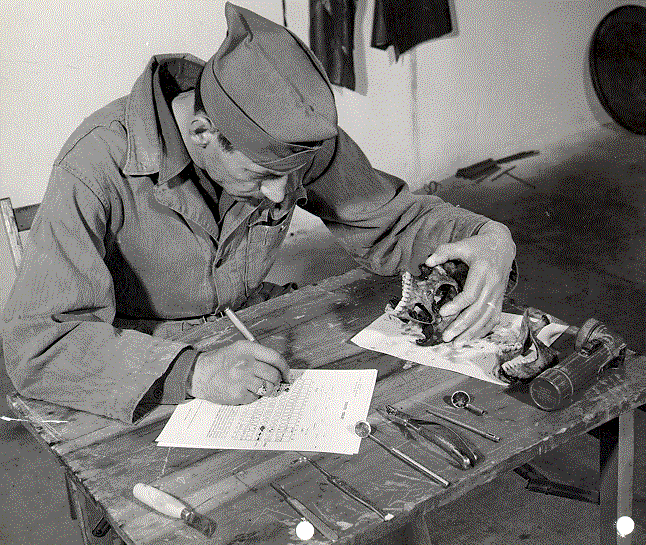
Soldat identifiant un crâne durant la Seconde Guerre mondiale.

Les Mortuary Affairs (« Affaires mortuaires ») sont un service du Quartermaster Corps de l'armée de terre des États-Unis chargé de la récupération, de l'identification, du transport et de l'inhumation des militaires morts américains (et morts de nations alliées aux États-Unis). Jusqu'en 1991, ce service était connu comme le Graves Registration Service (« Service des tombes », GRS ou GRREG).
Le Graves Registration Service a été créé quelques mois après l'entrée en guerre des États-Unis dans la Première Guerre mondiale.